# Pintor de Ticio

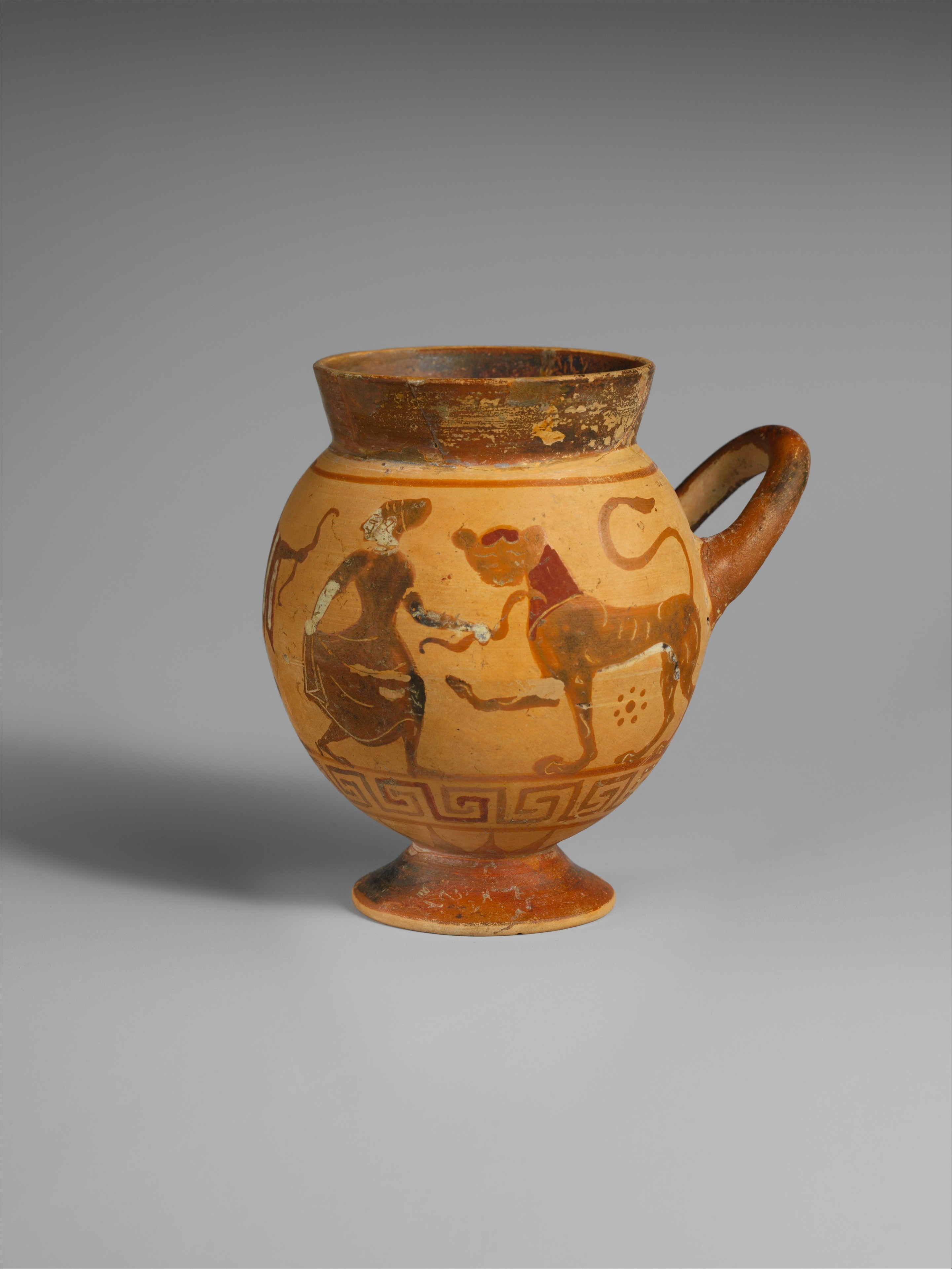
Vasos globular pintado por él, en el Museo Metropolitano de Arte..

Pintor de Ticio  es el nombre dado por los eruditos modernos a un pintor etrusco de vasos de estilo de figuras negras. Su verdadero nombre no se conoce. Su actividad está fechada en el tercer cuarto del siglo VI a. C. quien pintó unas 40 vasos, ánforas, cíatos o platos griegos de cerámica de figuras negras. Muchos de ellos se caracterizan por un estilo de uso profuso del color.
Su nombre deriva de su vaso epónimo, que representa a Apolo y Artemisa matando a Ticio. Muchos de sus vasos solo tienen frisos de animales, pero también tenía un interés especial en Heracles y sus hechos. La mayoría de sus pinturas en vasos hacen un uso abundante de color añadido. Sus figuras son usualmente representadas en poses dinámicas. Además del Pintor de París, que ejerció una fuerte influencia sobre él, el pintor de Ticio es considerado el representante más importante del Grupo póntico de pintores de vasos.